# 施美志
施美志（George Blood Smyth，1854年9月22日—1911年12月14日），字质庵，美国美以美会传教士、福州鹤龄英华书院第二任校长（1883至1899年）。
1854年9月22日，施美志出生于爱尔兰戈尔韦郡或克莱尔郡。1870年（或1874年）移民美国。
1882年，28岁的施美志受美以美会差遣，前往中国传教，驻福州，任鹤龄英华书院（Anglo-Chinese College）主理。1884年，武林吉在福州所办中文月刊《郇山使者》改名为《闽省会报》，由施美志兼任主理。1885年，施美志在鹤龄英华书院校内成立了中国最早的基督教青年会。
1899年，施美志因病辞职携眷回美国，住在科罗拉多州丹佛。1907年，施美志赴上海出席全国基督教禧年大会。1911年12月14日在美国加州伯克利病故，享年57岁。
施美志于1884年在中国与Alice Barton Harris（1862年7月23日生于佛蒙特州温德姆县）结婚。他们有四个子女，全部出生于中国。
- Harriet Skidmore (Smyth) Alvarez（1885年1月19日，中国福州-1973年7月9日，美国芝加哥）
- William H. Smyth,
- Robert L. Smyth
- Helen B. Smyth，